# Mike Parker (Leichtathlet, 1938)
Mike Parker (eigentlich John Michael Parker; * 2. Mai 1938 in Bridgnorth) ist ein ehemaliger britischer Hürdenläufer, der sich auf die 110-Meter-Distanz spezialisiert hatte.
Bei den Olympischen Spielen 1964 in Tokio erreichte er das Halbfinale.
1966 gewann er jeweils Silber bei den Europäischen Hallenspielen in Dortmund über 60 m Hürden und für England startend bei den British Empire and Commonwealth Games in Kingston über 120 Yards Hürden. Bei den Leichtathletik-Europameisterschaften in Budapest scheiterte er im Vorlauf.
Bei den Olympischen Spielen 1968 in Mexiko-Stadt kam er nicht über die erste Runde hinaus.
1964 wurde er Englischer Meister über 120 Yards Hürden und 1964, 1965 sowie 1966 Englischer Hallenmeister über 60 Yards Hürden.

## Persönliche Bestzeiten
- 50 m Hürden (Halle): 6,7 s, 7. Dezember 1963, Antwerpen
- 60 m Hürden (Halle): 7,8 s, 27. März 1966, Dortmund
- 110 m Hürden: 13,9 s, 2. Oktober 1963, Budapest